# Rallye Monte Carlo Historique
Rallye Monte Carlo Historique – rajd samochodowy pojazdów zabytkowych organizowany corocznie przez Automobile Club de Monaco. Odbywa się on na przełomie stycznia i lutego każdego roku, kilka dni po tradycyjnym rajdzie Monte Carlo.
Pierwsza edycja została zorganizowana w 1988. Z założenia rajd ten ma przypominać dawne rajdy Monte Carlo sprzed kilkudziesięciu lat. Rozpoczyna się tradycyjnym tzw. "zlotem gwiaździstym" z 5 miast Europy, który w mistrzostwach świata został zarzucony w latach 90. XX w., a kończy się nocnym etapem w Alpach Nadmorskich. Rajd ten jest otwarty tylko dla marek i modeli pojazdów, które brały udział w Monte Carlo Rally w latach 1955–1977. Trzeba to udowodnić odpowiednią przepustką międzynarodową FIA lub FIVA i dołączyć ją do wniosku o udział w rajdzie.
Od początku swej historii wzbudza ogromne zainteresowanie i przyciąga na start samochody rajdowe sprzed lat. Lista zgłoszeń do edycji 2005 liczyła ponad 350 załóg, organizatorzy odrzucili niemal drugie tyle. 